# Maciej Mycielski (historyk)
Maciej Antoni Mycielski (ur. 6 stycznia 1965 w Warszawie) – polski historyk, pracownik Instytutu Historycznego Uniwersytetu Warszawskiego. Zajmuje się historią I poł. XIX wieku.

## Życiorys
Urodzony w 1965 roku. Syn profesora fizyki Jerzego Mycielskiego, wnuk profesora prawa Andrzeja Mycielskiego. Studia historyczne odbył na Uniwersytecie Warszawskim. Magisterium uzyskał w 1988. Doktorat w 2000 na podstawie napisanej pod kierunkiem Barbary Grochulskiej dysertacji Kajetan Koźmian (1771–1856). Ewolucja konserwatysty. Habilitację uzyskał w 2012. Od 1992 pracownik zakładu XIX wieku Instytutu Historycznego UW. Obecnie pełni funkcję zastępcy przewodniczącego Rady Naukowej IH. Autor licznych publikacji.

## Wybrane publikacje
- Między izbą a cesarzem. Marszałkowie izby poselskiej w Królestwie Polskim, „Przegląd Historyczny”, t. 84, 1993
- Marcin Badeni (1751–1824). Kariera kontuszowego ministra, Warszawa 1994
- „Dwa stołki” Niemcewicza. O patriotycznej kompromitacji Kajetana Koźmiana i nastrojach przedlistopadowych, „Pamiętnik Literacki”, r. 86, 1995, z. 1
- „O duchu publicznym” Kajetana Koźmiana, „Pamiętnik Literacki”, r. 88, 1997, z. 1
- Józef Szepietowski i sejmik tykociński, [w:] Społeczeństwo w dobie przemian. Wiek XIX i XX. Księga jubileuszowa profesor Anny Żarnowskiej, Warszawa 2003, red. M. Nietyksza, A. Szwarc, K. Sierakowska
- „Miasto ma mieszkańców, wieś obywateli”. Kajetana Koźmiana koncepcje wspólnoty politycznej (do 1830 roku), Wrocław 2004 (II wyd.: Toruń 2017)
- Staszic wobec problemów budżetu w latach 1816–1821, „Wiek Oświecenia”, t. 22, 2006
- Rząd Królestwa Polskiego wobec sejmików i zgromadzeń gminnych 1815–1830, Warszawa 2010
- Uniwersytet Królewski 1816–1831, [w:] Dzieje Uniwersytetu Warszawskiego 1816–1915, red. T.Kizwalter, Warszawa 2016
- W „naszym pogrobowym położeniu”. Kajetan Koźmian po powstaniu listopadowym, Toruń 2019